# Takuya Matsuura
Takuya Matsuura (松浦 拓弥 Matsuura Takuya?, Hamamatsu, Shizuoka, 21 de diciembre de 1988) es un futbolista japonés que juega como centrocampista en el F. C. Osaka.

## Trayectoria

### Clubes
| Club                    | País  | Año       |
| ----------------------- | ----- | --------- |
| Júbilo Iwata            | Japón | 2007-2018 |
| Avispa Fukuoka (cedido) | Japón | 2011      |
| Yokohama FC             | Japón | 2019-2022 |
| F. C. Osaka             | Japón | 2023-     |

## Palmarés

### Títulos nacionales
| Título         | Club         | País  | Año  |
| -------------- | ------------ | ----- | ---- |
| Copa J. League | Júbilo Iwata | Japón | 2010 |